# Alfred Heer
Alfred Heer, conosciuto anche come Fredi Heer (Zurigo, 12 ottobre 1961), è un politico e imprenditore svizzero con cittadinanza italiana dell'Unione Democratica di Centro.. Dal 2007 è membro del Consiglio nazionale svizzero per il Canton Zurigo.

## Biografia

### Attività politica
Heer iniziò la sua carriera politica come membro del consiglio comunale di Zurigo, da maggio 1994 a maggio 1998, uno dei pochi consiglieri di destra eletto nel distretto 4. Nel maggio 1995 venne eletto al Gran consiglio del Canton Zurigo per la circoscrizione 3 di Zurigo (distretti 4 e 5) con 541 preferenze, risultando quinto sui sei eletti nella circoscrizione. Conservò tale carica fino al 2008.
Il suo mandato da Granconsigliere si focalizzò sul contenimento della spesa pubblica e lotta alla microcriminalità. Promosse infatti come presidente dell'Associazione dei contribuenti un referendum per ridurre lo stipendio dei municipali di Zurigo e un altro contro la partecipazione cantonale di 300 000 franchi nel capitale di Crossair. Criticò anche i compensi di fino a 300 000 franchi versati ai membri del consiglio della Banca cantonale di Zurigo per l'esercizio dell'anno 2000. Nell'ambito della sicurezza presentò vari postulati presso il parlamento cantonale per chiedere un intervento più rigoroso della polizia cantonale e cittadina contro lo spaccio di droga a Zurigo.
Nelle elezioni federali del 2007 venne eletto membro del Consiglio nazionale con 142 828 preferenze, risultando l'ottavo candidato più votato nel cantone. Venne riconfermato nell'incarico nel 2011 (130 264 preferenze, quarto più votato), nel 2015 (142 983 preferenze, quarto più votato) e nel 2019 (118 987 preferenze, terzo più votato). Uno dei suoi incarichi parlamentari è nella Delegazione presso l'Assemblea parlamentare del Consiglio d'Europa dove, nonostante avesse supportato l'uscita della Svizzera dall'organizzazione, si fece notare per il suo impegno a livello interconfessionale a favore della pace in Medio Oriente e la lotta alla corruzione.
A seguito dell'elezione di Ueli Maurer al Consiglio federale, nel dicembre 2008 venne eletto Presidente ad interim dell'UDC del Canton Zurigo. Da aprile 2009 venne confermato in tale incarico fino ad aprile 2016. In prospettiva delle elezioni federali del 2019, Heer si candidò per il Consiglio degli Stati a Zurigo, ma successivamente ritirò la sua candidatura in assenza del sostegno della sezione cantonale dell'UDC, che gli preferì Roger Köppel.
Nel 2020 fu candidato dalla sezione UDC di Zurigo come presidente del partito a livello nazionale. La sua candidatura venne però ritirata durante l'assemblea del partito dalla stessa sezione cantonale, facendo sì che Marco Chiesa, nominato dalla commissione di selezione del partito, rimanesse l'unico candidato all'incarico. Per spiegare il ritiro della candidatura di Heer alcuni media menzionarono le sue divergenze di opinioni con il decano dell'UDC Christoph Blocher. Tuttavia, in una intervista a Republik, Heer ribadì di avere un buon rapporto sia con Blocher che con Chiesa e di avere accettato la candidatura solo su richiesta dell'UDC zurighese.

### Vita privata
La famiglia di Heer è originaria di Glarona, mentre Heer vive a Zurigo. Dopo avere ottenuto un diploma federale di impiegato di commercio, diresse una piccola azienda informatica prima di dedicarsi alla politica. Heer rimase sposato con una donna italiana fino al 2003 e ha una figlia adulta. Tramite il matrimonio ottenne la cittadinanza italiana. È presidente dell'Associazione dei contribuenti e membro del consiglio di fondazione della Fondazione Audiatur. Insieme al collega di partito Mauro Tuena è amministratore delegato dell'azienda C ed E GmbH.

## Incarichi parlamentari

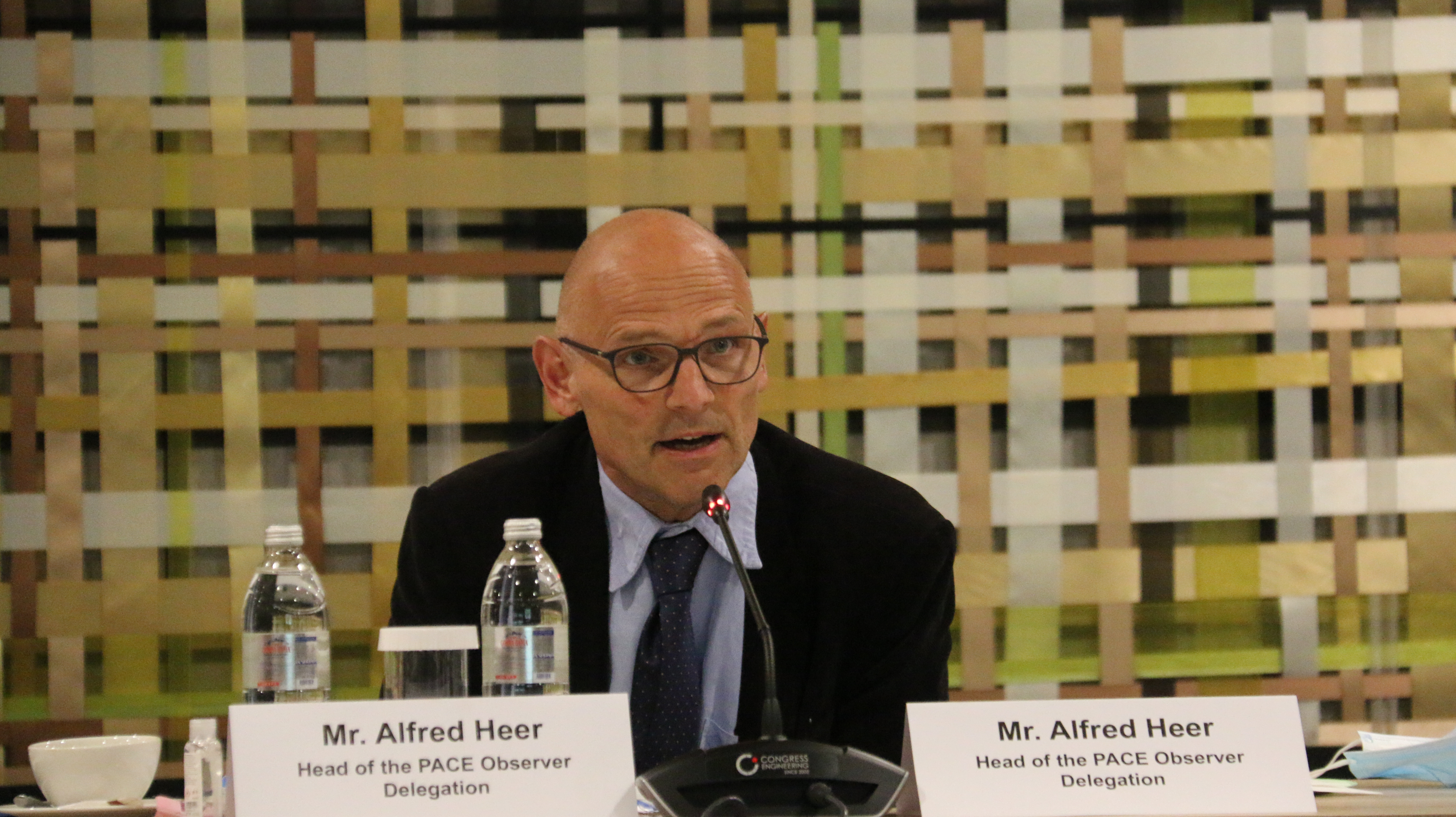
Alfred Heer nel ruolo di presidente dell'Assemblea Parlamentare del Consiglio d'Europa

A settembre 2022 gli incarichi parlamentari di Alfred Heer risultano i seguenti:

### Incarichi correnti
- Membro della Commissione della gestione del Consiglio nazionale (dal 15 dicembre 2011)
  - Presidente della Sottocommissione DFGP/CaF (dal 27 novembre 2017)
- Membro della Delegazione presso l'Assemblea parlamentare del Consiglio d'Europa (dal 15 dicembre 2011)
- Membro della Delegazione delle Commissioni della gestione (dal 30 novembre 2015)

### Incarichi precedenti
- Presidente della Delegazione delle Commissioni della gestione (dal 2 dicembre 2019 al 29 novembre 2021)
- Vicepresidente della Delegazione delle Commissioni della gestione (dal 18 gennaio 2018 al 1º dicembre 2019)
- Presidente della Delegazione presso l'Assemblea parlamentare del Consiglio d'Europa (dal 14 gennaio 2016 al 9 gennaio 2018)
- Membro della Delegazione delle Commissioni della gestione (dal 16 dicembre 2015 al 16 gennaio 2018)
- Presidente della Commissione della gestione del Consiglio nazionale (dal 10 dicembre 2015 al 26 novembre 2017)
- Membro della Commissione dell'immunità del Consiglio nazionale (dal 30 novembre 2015 all'11 dicembre 2019)
- Vicepresidente della Delegazione presso l'Assemblea parlamentare del Consiglio d'Europa (dal 17 gennaio 2014 al 29 novembre 2015)
- Membro della Commissione della gestione del Consiglio nazionale (dal 15 dicembre 2011)
  - Presidente della Sottocommissione DFGP/CaF (dal 25 novembre 2013 al 9 dicembre 2015)
  - Membro della Sottocommissione DFAE/DDPS (dal 23 dicembre 2011 al 9 dicembre 2015)
  - Membro della Sottocommissione Tribunali/MPC (dal 23 dicembre 2011 al 9 dicembre 2015)
  - Membro della Sottocommissione DFGP/CaF (dal 23 dicembre 2011 al 24 novembre 2013)
- Membro della Commissione degli affari giuridici del Consiglio nazionale (dal 12 marzo 2009 al 4 dicembre 2011)

## Controversie giudiziarie
Nell'agosto del 2000 l'esecutivo di Zurigo querelò per diffamazione Alfred Heer assieme al collega Thomas Meier a causa di un volantino distribuito in città contro la maggioranza di Verdi e Socialisti firmato con i nomi dei due politici. Secondo tale volantino, l'esecutivo della città avrebbe inviato forze di polizia insufficienti per contenere le violenze dei manifestanti durante la manifestazione del 1º maggio di quell'anno, al fine di «proteggere la sua clientela elettorale criminale con motivazioni accampate». Heer e Meier affermarono di non aver mai dato l'approvazione al volantino e si dissociarono dal contenuto. Nel maggio 2002 entrambi vennero assolti dal tribunale distrettuale per insufficienza di prove, non potendo escludere che i loro nomi sul volantino fossero stati aggiunti a loro insaputa.
Nel settembre 2012 Heer intervenne sul tema immigrazione nella trasmissione televisiva "SonnTalk" di TeleZüri, affermando che «Soprattutto i giovani nordafricani che arrivano dalla Tunisia e chiedono l'asilo, lo fanno con l'intenzione di diventare criminali. Poco importa loro se riceveranno l'aiuto d'emergenza o l'assistenza sociale». Per queste dichiarazioni venne denunciato da due cittadini tunisini. Dichiarando di volersi avvalere dell'immunità parlamentare, Heer affermò che le sue affermazioni non dovessero essere interpretate come un attacco a tutta una categoria della popolazione. Sia la Commissione dell'immunità del Consiglio nazionale che la Commissione degli affari giuridici del Consiglio degli Stati decisero all'unanimità di non revocare l'immunità a Heer, argomentando che le sue dichiarazioni fossero in relazione con le sue attività parlamentari.